# José Londoño
José Londoño Zapata (Cali, Valle del Cauca, 11 de junio de 1995) es un jugador de baloncesto colombiano. Forma parte de la selección de baloncesto de Bogotá, y del Baloncesto Profesional Colombiano. Con 1,87 m (6′ 2″) de estatura Juega en la posición de alero, su versatilidad y talento le permite en su categoría ser uno de los mejores a nivel nacional.

## Inicios
José Londoño Zapata nació en Cali, Colombia, en el seno de una familia humilde marcada por la pérdida temprana de su padre. Esta situación llevó a su madre a trasladarse con él a la ciudad de Valledupar, de donde ella era originaria. Allí conocería a Juan de la Rosa Londoño, quien posteriormente lo adoptó como hijo propio, otorgándole su apellido y brindándole un nuevo entorno familiar junto a dos hermanos más que nacerían de esa unión.
Con el tiempo, la familia se radicó en Bogotá, donde José descubriría su verdadera vocación: el deporte. Inició su formación académica en el Colegio República de Colombia, institución que sería el escenario de sus primeros grandes logros como deportista. Bajo su liderazgo y talento, el equipo del colegio se coronó múltiples veces campeón distrital, clasificando repetidamente a las finales de los Juegos Intercolegiados, un hito que posicionó al colegio como referente en el baloncesto juvenil de la ciudad.
En 2009, paralelamente a su etapa escolar, Londoño fue convocado por la liga de baloncesto de bogotá, Su desempeño le permitió entrar en el radar del baloncesto nacional, debutando por primera vez en un torneo nacional en Fusagasugá y posteriormente destacándose en el Campeonato Nacional Infantil en Arauca, donde su equipo hizo historia al mantenerse invicto durante todo el torneo, ganando por más de 15 puntos a cada uno de sus rivales.
En 2012, su talento lo llevó a ser convocado por el entrenador Germán Olaya para representar a su departamento en los  XIX Juegos Deportivos Nacionales, obteniendo un meritorio quinto lugar a nivel nacional. Incursiona en atletismo al terminal la Copa Nacional de Baloncesto, siendo uno de los atletas destacados en la ciudad de Bogotá

## Trayectoria Profesional
El ascenso al baloncesto profesional comenzó en 2012, cuando con apenas 17 años debutó en la Copa Invitacional FCB 2012, hoy conocida como la Liga Profesional de Baloncesto de Colombia, defendiendo los colores del equipo Águilas de Tunja. Ese mismo año, su talento fue reconocido a nivel nacional al ser nombrado como el mejor jugador sub-19 de Colombia, distinción que lo posicionó como una de las grandes promesas del baloncesto nacional.
En 2014, realizó entrenamientos con el reconocido club Piratas de Bogotá
mientras esperaba una posible contratación. Sin embargo, ante la demora en la formalización del acuerdo, decidió firmar con Cóndores de Cundinamarca, equipo con una de las nóminas más ambiciosas de la liga colombiana para ese año.
Durante su paso por Cóndores, compartió equipo con dos exjugadores de la NBA, Lorinza "Junior" Harrington y Desmon Farmer
, quienes no solo fueron compañeros en la cancha, sino que se convirtieron en grandes amigos y mentores. La experiencia de competir al lado de figuras internacionales fue clave para el crecimiento deportivo y personal de Londoño.
Ese año, Cóndores de Cundinamarca alcanzó las semifinales del Baloncesto Profesional Colombiano, en una campaña que, aunque no culminó con el título, fue recordada por la potencia y proyección del equipo. Esta etapa consolidó a José como un jugador de élite dentro del baloncesto colombiano, destacándose por su disciplina, visión de juego y liderazgo.